# 盧謹明
盧謹明，是一位出身屏東的錄像藝術工作者。她的首部長片作品是電影《接線員》。

## 生平
盧謹明出生於屏東，她的母親是林美靜，弟弟是盧律銘。盧謹明從小在當地成長，並於1996年畢業自屏東高中第一屆美術班後前往英國求學。隨後，她長年旅居倫敦等地。
2000年，她以錄像作品《癢》獲得倫敦ICA Beck's Futures影像藝術優等獎。
2003年，她的錄像裝置作品《七種基本的自殺方式》在諾丁罕的You Are Here藝術節展出。
2008年，盧謹明獲倫敦藝術大學切爾西藝術與設計學院頒予藝術博士學位。
2010年代，盧謹明以其生活經驗為靈感籌備並拍攝完成長片作品《接線員》。
2013年，《接線員》獲頒中華民國文化部優良電影劇本優等獎。
2014年，她以短片《月球人》獲得阿姆斯特丹國際紀錄片電影節最佳奇幻獎。

## 獎項及榮譽
- 第40屆亞美影展（英语：Asian American International Film Festival）最佳新銳導演獎[2]

## 外部連結
- 電話彼端的聲音，接起異鄉人的漂浮與離散：《接線員》導演盧謹明專訪 （页面存档备份，存于）